# Puente Castro
Puente Castro es un barrio situado en las afueras de la ciudad de León, en la provincia de León, comunidad autónoma de Castilla y León, España. Está situado a las afueras de la ciudad, en la antigua carretera de Madrid, en la margen izquierda del río Torío, que separa al barrio del resto de la ciudad. El Camino de Santiago y los accesos a León desde la Ronda Sur y la autovía León-Valladolid, hacen de Puente Castro uno de los accesos más importantes a la ciudad de León.
La línea 6 de transporte urbano une el barrio con el centro de la ciudad y la zona hospitalaria de León.

## Monumentos
Este barrio alberga una iglesia que data del siglo XIV, de gran belleza e importancia cultural. Hoy es el centro de interpretación de las tres culturas (romana. judía y cristiana).
Recientemente se ha construido un paseo a un lado del río Torío, el cual consta de un carril para bicicletas (Tierra) y otro para pasear o hacer deporte (cemento) que va desde la Candamia hasta Papalaguinda.

## Historia

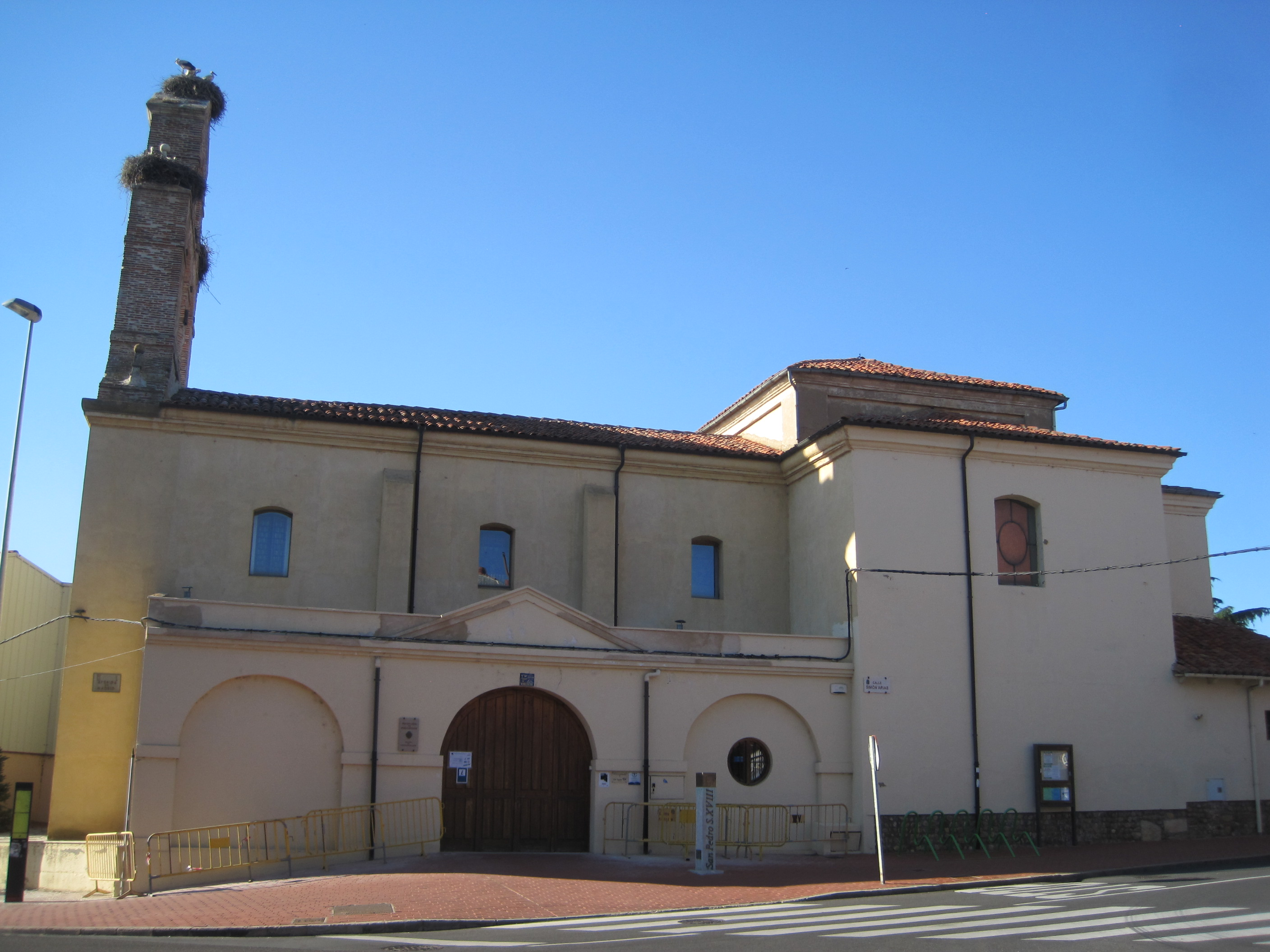
Iglesia de San Pedro

Conocido como Castrum Iudeorum ('Castro de los Judíos'), la judería o aljama de Puente Castro fue la más antigua e importante de la ciudad de León en la Edad Media, siendo destruida por los castellanos y aragoneses en 1196, provocando que los judíos abandonaran Puente Castro para instalarse en el barrio de Santa Ana. La nueva concejal de cultura del ayuntamiento de León  ha anunciado que se instalará el Museo Judío en la barriada. Ya existe desde hace años un monolito dedicado a los judíos que fue inaugurado en su día por el entonces alcalde de León, Mario Amilivia, y por la escritora israelí Margalit Matitiahu, descendiente de judíos leoneses.

## Fiestas
La semana del 23 de junio al 29 de junio se celebran las fiestas de este barrio organizadas por la comunidad de vecinos. Algunos años se han traído atracciones para todos los públicos desde coches de choque hasta atracciones hinchables. En los dos últimos años han tenido lugar un par de conciertos en los cuales se repartía chocolate con pastas.

## Deporte

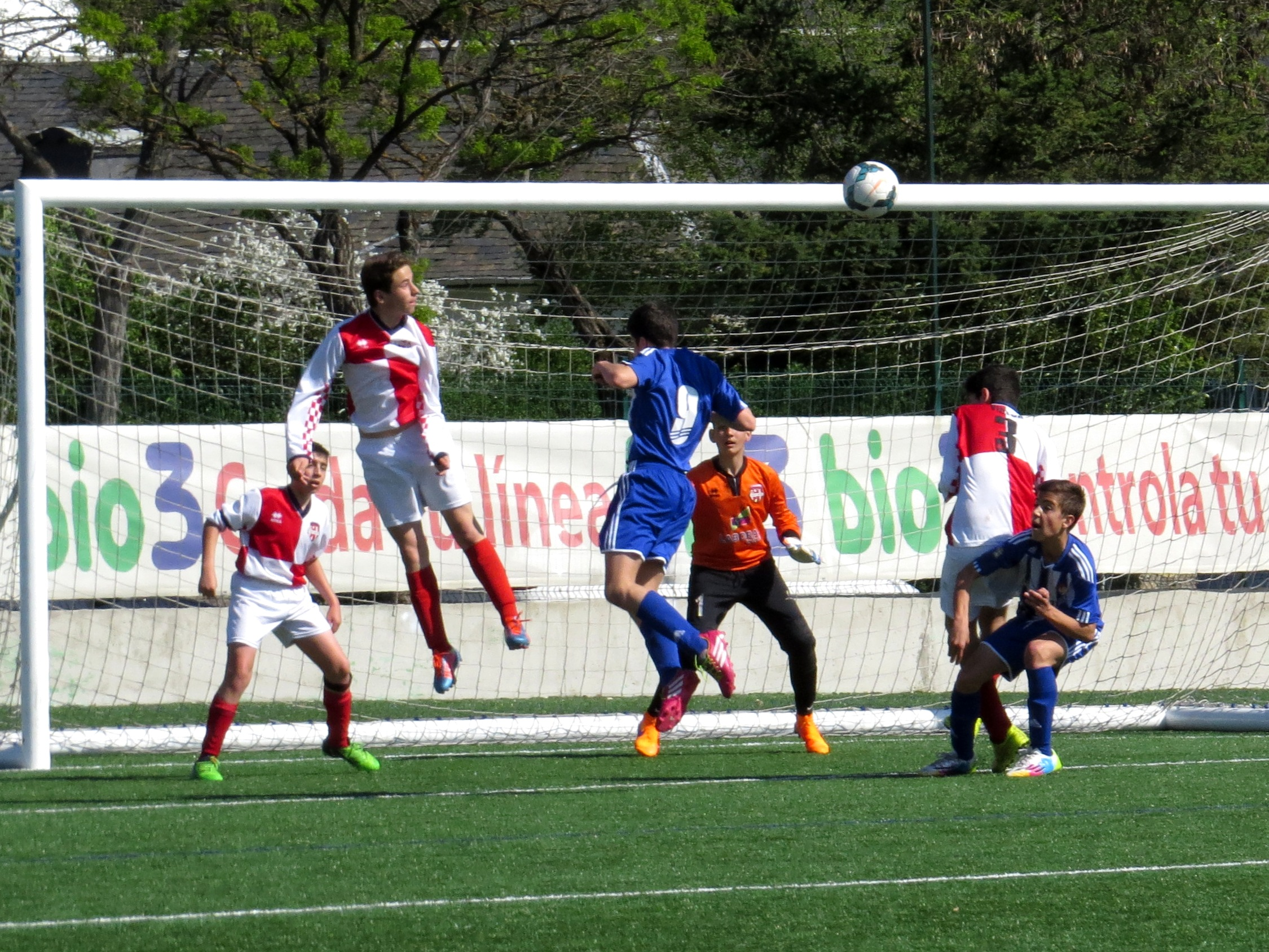
Partido del Puente Castro contra la SD Ponferradina

La barriada cuenta con equipo de fútbol en varias categorías habiendo llegado a militar en la máxima categoría juvenil, División de Honor y jugando así contra grandes filiales juveniles como el Real Madrid, Rayo Vallecano, Getafe o el Atlético de Madrid, llegando en este último caso a ganar en Puente Castro por 3 goles a 1. 
Para el buen desarrollo de este equipo el barrio dispone de unas instalaciones que cuentan con una caseta para guardar el material deportivo, dos complejos de vestuarios con cuatro salas en cada uno y dos campos de fútbol: uno de césped natural y otro de césped artificial.
Existe el Puente Castro F.C., equipo de fútbol con categorías de chupetines, prebenjamines, benjamines, alevines, infantiles, cadetes y juveniles, todas ellas con dos equipos, uno de primer año y otro de segundo, llegando en juveniles a tener jugadores de "tercer año".